# きゃんひとみ
きゃん ひとみ（本名：遠藤（旧姓：喜屋武）仁美、1960年3月23日 - ）は、ラジオパーソナリティー・フリーアナウンサー・女優・民謡歌手。アニマ・エージェンシー所属。

## 略歴
沖縄県出身。立正大学文学部卒業後、1983年、アナウンサーとして琉球放送に入社。1989年よりフリーランス。身長157cm、血液型O型。現在は主に千葉県のベイエフエムで活動しているほか、沖縄県を舞台としたドラマ・映画を中心に俳優業もこなしている。
2022年度上半期放送された、NHK総合テレビジョンの『連続テレビ小説・ちむどんどん』に出演するにあたり、役作りのため、あえて白髪染め・ヘアーカラーによる染髪をやめて、自然な白髪頭で出演した。「自分の白髪でやりたくて、今までずっと染髪していたのですけども、意外に白髪があると思ったので、そこからずっと髪を伸ばして撮影した。若いときのおばあは自分の白髪を黒のヘアスプレーでかけられたりしながら」と述べている

## 主な出演

### テレビ
過去の出演番組
- クイズダービー（TBS）
- NNNきょうの出来事（日本テレビ） - 天気キャスター
- PRE★STAGE（テレビ朝日）
- わいわいティータイム（TBS）
- サンダーストーン 未来を救え!（NHK、海外ドラマ） - リズ 役（声の出演）
- 琉球放送復帰30周年記念特番総合司会（琉球放送、2002年）
- 朝まで生テレビ!（テレビ朝日）
- 日立 世界・ふしぎ発見!（TBS）
- 金曜エンタテイメント「浅見光彦シリーズ19 ユタが愛した探偵」（フジテレビ）
- ドラマ8・「Q.E.D. 証明終了」 第8回（NHK、2009年2月26日）
- NEWS C-master（チバテレ、2006年10月-2009年3月） - 水曜～金曜総合司会
- コタキ兄弟と四苦八苦（2020年） ‐ 渡辺手鞠の母 役
- ちむどんどん（NHK、2022年） ‐ 新垣カメ（新垣のおばぁ） 役
- GTOリバイバル（2024年4月1日、関西テレビ・フジテレビ） - 声の出演
- アンメット ある脳外科医の日記 第8話（2024年6月3日、関西テレビ・フジテレビ） - 看護師 役
- 日本一の最低男 ※私の家族はニセモノだった 第4話（2025年1月30日、フジテレビ） - ドラッグストア店員 役

レポーター
- 忍たまがやってくる（NHK教育、1998年-2001年）
- NNNニュースプラス1（日本テレビ）
- おーい、ニッポン（NHK、2001年 - 2004年）
- グルメちゃんぷるー（琉球朝日放送、2002年2月 - 同年5月）
- FNNモーニングワイド ニュース&スポーツ（フジテレビ）

ナレーション
- 私の青空メイキング（NHK）
- 女料理人（テレビ東京）

### ラジオ
現在の出演番組
- きゃんひとみの琉球夜遊び→きゃんひとみの琉球花物語（RBCiラジオ）
- てぃだきゃん（BAYFM）

過去の出演番組
- TOKYO BAY MORNING（BAYFM）- 土曜・日曜担当
- BAY LINE 7300（BAYFM）
- BAY LINE GO!GO!（BAYFM） - 月曜パーソナリティ
- POWER BAY MORNING（BAYFM） - 金曜パーソナリティ
- TSUNAGARI KATORI（BAYFM）
- OLEっち（NACK5、BAYFM、Fm Yokohama、RBCiラジオ）
- うりひゃー!東京カラーランド（RBCラジオ）
- 青春アドベンチャー（NHK-FM）
  - 「カレーライフ」（2002年1月7日 - 25日）[2]
  - 「翼はいつまでも」（2002年6月3日 - 14日）[2]
  - 「光の島」（2003年7月21日 - 8月2日）[3]
- 名盤珍盤世界一周「名盤珍盤歌合戦」（NHK-FM、2001年）
- ラジオフォーラム（ラヂオきしわだ他 2013年12月） - ゲスト
- The BAY☆LINE（BAYFM）- 月曜担当
- 地方創生プログラムONE-J (2022年4月17日) - 共立リゾート presents～新たな発見を綴る～旅ノオト ・旅シェルジュ[4]
- FMシアター（NHK-FM）
  - 「小夜嵐」（2022年7月16日）[5]
  - 「ゆらゆらいちゅん」（2023年1月7日）[6]

### 映画
- 八月のかりゆし（2003年、GAGA・バップ、高橋巌監督） - エイミ役

### ゲーム
- 田舎暮らし（2002年、PlayStation 2用ゲーム） - おばあ役

### 舞台
- 吉屋チルー物語/今を生きる（栗山民也演出）[7]
- 恩納ナビ-今を生きる（栗山民也演出）
- 生きているから 〜対馬丸ものがたり〜（宮本亞門演出）[8]

### その他
- 琉球民謡ユニット「琉球歌人三姉妹」をあらい舞、盛山美紀子と結成し、定期的にコンサートを行う

## 連載
- 沖縄タイムスコラム（2002年 - 2003年）